# Stig Grybe
 (juillet 2014).
Si vous disposez d'ouvrages ou d'articles de référence ou si vous connaissez des sites web de qualité traitant du thème abordé ici, merci de compléter l'article en donnant les références utiles à sa vérifiabilité et en les liant à la section « Notes et références ».
Stig Rudolf Grybe est un acteur, scénariste et réalisateur suédois, né le 18 juillet 1928 à Stockholm et mort le 1er février 2017.

## Filmographie
- 1964 : Äktenskapsbrottaren de Hasse Ekman

### Doublage
- 1956 - Kalle Stropp, Grodan Boll och deras vänner (voix)
- 1974 - Dunderklumpen (voix)
- 1976 - Agaton Sax och Byköpings gästabud (voix)
- 1991 - Froggy et Charlie au pays des pommes de pin (voix)
- 2000 - Hundhotellet – En mystisk historia (voix)